# 平海号轻巡洋舰
平海号轻巡洋舰是中華民國海軍的一艘轻巡洋舰，为寧海級輕巡洋艦2号舰。本舰为国民政府向日本订购设备，在江南造船所进行组装，中日两国交恶后由德国人接手继续协助建造。1937年淞沪会战期间日军航空兵对中国海军连续发起多次攻击，重创平海号，使其在长江边坐沉。
1938年日军成功打捞起平海号，并送往日本本土进行修复。此后日军将平海号另起一临时名字“見島”（日语：／ Mishima ?），长期闲置。随着太平洋战争的进展，日本海运状况日趋严峻，为加强海防能力计，1944年年中日本海军重新启用本舰，并以“八十岛”（日语：／ Yasoshima ?）之名加入日本海軍。同年11月25日八十岛遭到美军空袭沉没。

## 设计和概述
本舰原定根据首舰宁海号的图纸在江南造船所建造。但1931年开工建造后，中日两国关系因九一八事變和一·二八事變而急转直下，日本停止向中国交付所订购的部件，并撤走驻厂技术人员，本舰建造进展陷入停顿。后本舰得到德国驻华海军顾问团的帮助，重新开始建造。由于这一变故，本舰的具体参数和上层建筑等与宁海号均有较大差别。本舰排水量2448吨，7,488匹馬力（5,584千瓦特），21.256節（39.366每小時），没有搭载舰载机。同样本舰因为有德方人员参与，因此实际武装为德、日武器混用。。
宁海号因为在窄小的船体内塞入大量的武器装备，导致全舰重心严重偏高。同时宁海号主要沿岸及沿江进行活动，搭载水上飞机的必要性不大。因此中国方面在设计二号舰时，一开始做的一项大改动就是撤除了机库，此举可以显著降低重心。1934年日本海军又发生了友鶴事件，海军部又进行了新的改动，包括将高大的主桅改成小型桅杆；原定安装在桅杆顶端的测距仪和方位盘降低到上层建筑顶部；将原定的6门高射炮减少到3门；探照灯改在舰桥两侧。
除了外观可识别的不同外，本舰动力系统也与宁海号不同，只有两台主机，空余出来的主机舱安装了一台锅炉。

## 舰历

### 中国海军时期
1931年5月5日，民生號炮艦下水，江南造船所随即在空出来的船台上进行准备。6月28日，厂方开始安放龙骨。不久中日两国关系因九一八事變和一·二八事變而急转直下，日本一直没有交付為本舰订购的锅炉。1933年日本撤走驻厂技术人员，本舰建造进展陷入停顿。其后中方得到了德国海军顾问团的协助继续建造，其间配备了部分德制武器。1934年8月27日，时任海军部长陈绍宽聘请日本造船主任神保敏男等20多名日本技术人员来沪协助建造。
1935年9月15日，本舰下水；28日举行下水仪式，由第一舰队司令陈季良海军中将主持下水仪式。10月30日，平海号往日本相生港继续进行舾装。1936年6月18日返抵上海。
1937年4月，平海号加入第一舰队，并担任舰队旗舰。7月7日七七事变爆发，15日平海号离开上海港向长江上游退避。8月11日平海号、宁海号从南京出发，12日开始协助各舰执行沉船封江的任务。13日淞沪会战爆发。22日击落一架龍驤的舰载机，这也是中国海军第一次击落敌机。
9月15日开始中国军队陆续向内陆撤退，同时日军开始着手准备攻占南京。为此，时任日本第三艦隊司令长官兼中国方面舰队（日语：支那方面艦隊）司令長谷川清海军中将下令在地海军以航空兵力，消灭退守江阴的平海号等大型中国军舰。攻击计划原定在9月21日，后因天气恶劣而推迟了行动。接下来的两天日军出动第二航空战队的航空母舰加贺的舰载航空队、以及陆上航空队，对中国军舰发动了轮番攻击（22日第一、第二、第三次攻击；23日第四、第五、第六次攻击）。22日上午的第一波空袭由联合航空队的12架九二艦攻发起，日机的水平轰炸对平海号取得了2枚60公斤炸弹直接命中、1枚近失的战果。下午加贺攻击队的7架九六式艦上攻擊機（搭载30公斤炸弹）发动第二次攻击，对宁海号和平海号造成一定的伤害。（另有著作认为是第二波攻击对平海号取得了两次直击命中。）傍晚第12航空队的6架九二舰攻在3架九五艦戰掩护下展开第三次攻击，不过受到江阴要塞的对空火力干扰，未能找到宁海号和平海号，只能攻击應瑞號了事。当晚陈季良下令，为了显示死战到底的决心，平海号将不会降下将旗。
23日14:10日机再次出现在江阴要塞上空。第四次攻击为第12航空队（6架九二舰攻、3架九五舰战、12架九四舰爆）和第13航空队（若干九六艦爆）联合行动，对附近炮台进行了轰炸，同时对中国海军舰艇取得数次命中。舰长高宪申海军上校由于前一天的战斗负伤，此时已经难以指挥，副舰长叶可钰海军中校遂接替进行指挥继续作战。第五次攻击由加贺攻击队接手（8架水平轰炸机、8架俯冲轰炸机、4架战斗机），对航行中的平海号取得3次直击命中，迫使其起火。（另有著作认为是4次极近距离的近失命中。）爆炸的冲击力将平海号托出了水面，对舰体造成了严重的损坏。14:40指挥作战的陈季良下令各舰起锚往上游退避。平海号的对空高爆弹即将告罄，舰上官兵被迫使用穿甲弹、照明弹维持射击。平海号此时又受到3枚炸弹命中，各舱室大量进水。当天夜晚，平海号在十二圩搁浅，舰上官兵仅留下部分人手留守，其余人员拆除武器、设备撤离。全舰11人战死，20多人负伤。
日军对平海号等的袭击是日本海军航空兵第一次对水面舰艇目标进行攻击。日军的轮番空袭使中国海军的主力舰艇在战争初期即损失殆尽。日方资料记载，战斗中平海号共受到60公斤炸弹直接命中6发、近失弹10发。
9月25日，日军第12航空队8架九二舰攻再次轰炸搁浅状态的平海号，使平海号左倾45度。随着中国军队在陆地战场上的败退，日军捕获了搁浅的平海号。

### 日本海军时期

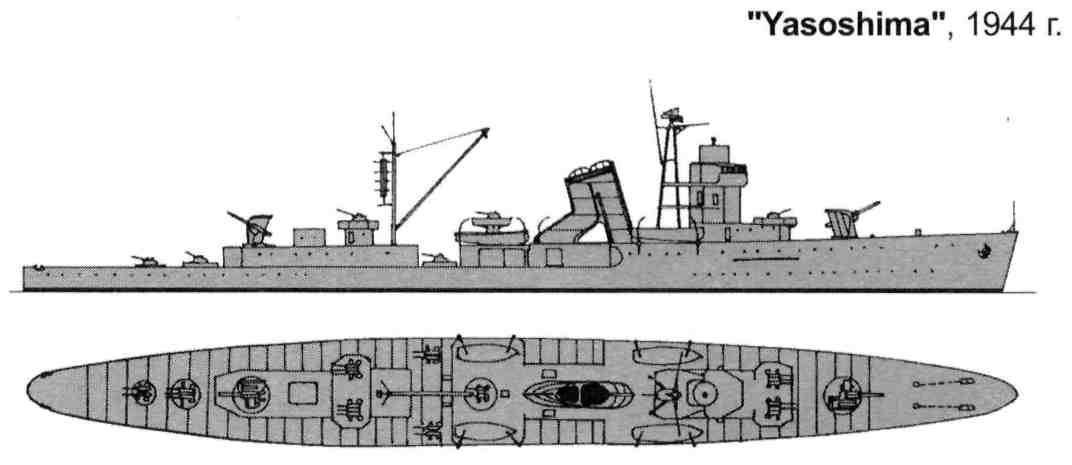
日军改装后的八十岛号海防舰

1938年（昭和13年），日军在攻陷南京后，开始着手打捞平海号。日方动用了修理舰朝日、救难船住吉丸，以及大量带有起重设备的船只。在对弹痕累累的舷侧进行填补后，2月24日开始打捞作业，3月2日出水。随后平海号在上海江南造船厂进行应急修理，然后拖曳回佐世保，系留在岸边充当佐世保海兵团的宿舍船。同年7月11日，日本海军为平海号起了个临时名字“见岛”。日军本来有打算重新修复本舰后继续使用，不过修复工作却一直拖延了下来。
1941年3月15日，汪精卫政权海军部提出《海军部建设新海军五年计划》，希望向日方索回宁海号等6艘被日军捕获的舰艇。汪政权海军部列明该6舰修理费需法币1370万元（新建费用则达到7000多万元）。同年9月，汪政权海军部修订该计划；1942年1月汪政权海军部第二次会议再次提出索取的计划。但各次计划均无疾而终。
1943年底，随着太平洋战争的战局进展，日本对于护航舰艇的需求与日俱增。1944年（昭和19年）1月中旬，日军下令将平海号拖到吴港准备进行维修和改装。同年2月3日，训练巡洋舰香椎拖曳着平海号从佐世保出发，4日抵达吴港，在吴海军工厂接受改装。这次改装的主要的目的是降低重心，为此拆除大型三脚桅、撤除司令塔、缩小上层建筑；另外6门主炮改成两门127毫米高射炮，为了减轻重量采用了驱逐舰用的炮塔；增加5座九三式三联装25毫米机关炮；增加听音器、声呐、22号电探（雷达）、深水炸弹导轨。
6月1日，日军将捕获的两艘宁海级重新命名，其中平海号更名为“八十岛”，舰艇类别也变更为海防舰，入吴镇守府籍。6月10日，八十岛改装完成。6月20日，八十岛编入横须贺防备战队，7月2日在小笠原群岛、7月22日在硫磺岛从事护航等任务。8月，八十岛返回吴港再次进行改装，加强防空能力，包括加装20门25毫米机关炮（双联装4座、单装12门）、8挺九三式重机枪。同年9月25日，日军将八十岛的分类从海防舰变更回二等巡洋舰。当天日军成立第一运输战队，旗舰选定为八十岛。为此10月15日至11月15日，八十岛都在佐世保海军工厂进行改装以适应旗舰的需求。
同年11月14日，日本三艘二等运输舰（113号、142号、161号）离开佐世保前往台湾高雄。11月22日八十岛护送着三舰从高雄出港。11月24日下午，船队在航行途中的圣克鲁兹湾，遇到了在萨马岛海战中受鱼雷击中负伤的重巡洋舰熊野。八十岛收容了熊野的伤员，11月25日出发去往马尼拉。但起锚没多久，船队就遇上了美军第38.3特混舰队的航母提康德羅加號和蘭利號的飞机。美军飞机直接掠过熊野，对着船队发起攻击。八十岛舰艉受到一枚鱼雷命中，随即沉没，船队的三艘运输船亦无一幸免。附近仅有熊野的乘员目击到了战斗经过，而熊野自己也在当天下午被击沉。八十岛的幸存者共101人，与熊野的幸存者编入当地的海军陆战队，日后大部分人员战死。
1945年（昭和20年）1月10日，日本海军将八十岛除籍。

## 历代舰长

### 中国舰长
- 高宪申 海军上校：1937年4月 - 损失[59]

### 日本舰长
下表系根据《日本海軍史》第9、10卷，以及《官報》进行整理。
- 舾装长
  - 松村总一郎 海军少佐：1944年6月1日[60] - 1944年6月10日[61]
- 舰长
  - 松村总一郎 海军少佐：1944年6月10日[61] - 1944年12月20日[62]